# Tapio Sipilä
Tapio Olavi Sipilä (Kiiminki, 26 de noviembre de 1958) es un deportista finlandés que compitió en lucha grecorromana.
Participó en tres Juegos Olímpicos de Verano, obteniendo en total dos medallas, plata en Los Ángeles 1984 y bronce en Seúl 1988, ambas en la categoría de  kg.
Ganó tres medallas en el Campeonato Mundial de Lucha entre los años 1981 y 1986, y cuatro medallas de bronce en el Campeonato Europeo de Lucha entre los años 1980 y 1987.

## Palmarés internacional
| Juegos Olímpicos   | Juegos Olímpicos             | Juegos Olímpicos  | Juegos Olímpicos |
| Año                | Lugar                        | Medalla           | Categoría        |
| ------------------ | ---------------------------- | ----------------- | ---------------- |
| 1984               | Los Ángeles (Estados Unidos) | Medalla de plata  | 68 kg            |
| 1988               | Seúl (Corea del Sur)         | Medalla de bronce | 68 kg            |
| Campeonato Mundial |                              |                   |                  |
| Año                | Lugar                        | Medalla           | Categoría        |
| 1981               | Oslo (Noruega)               | Medalla de plata  | 68 kg            |
| 1983               | Kiev (URSS)                  | Medalla de oro    | 68 kg            |
| 1986               | Budapest (Hungría)           | Medalla de plata  | 68 kg            |
| Campeonato Europeo |                              |                   |                  |
| Año                | Lugar                        | Medalla           | Categoría        |
| 1980               | Prievidza (Checoslovaquia)   | Medalla de bronce | 68 kg            |
| 1981               | Gotemburgo (Suecia)          | Medalla de bronce | 68 kg            |
| 1983               | Budapest (Hungría)           | Medalla de bronce | 68 kg            |
| 1987               | Tampere (Finlandia)          | Medalla de bronce | 68 kg            |